# Clematis akoensis
Clematis akoensis är en ranunkelväxtart som beskrevs av Bunzo Hayata. Clematis akoensis ingår i släktet klematisar, och familjen ranunkelväxter. Inga underarter finns listade i Catalogue of Life.